# Lačnov (přírodní památka)
Přírodní památka Lačnov se nachází na okraji stejnojmenné obce na celkové výměře 0,23 ha. Vyhlášena byla 21. září 1948 a důvodem ochrany je výskyt vzácného silně ohroženého druhu šafránu bělokvětého (Crocus albiflorus).

## Galerie

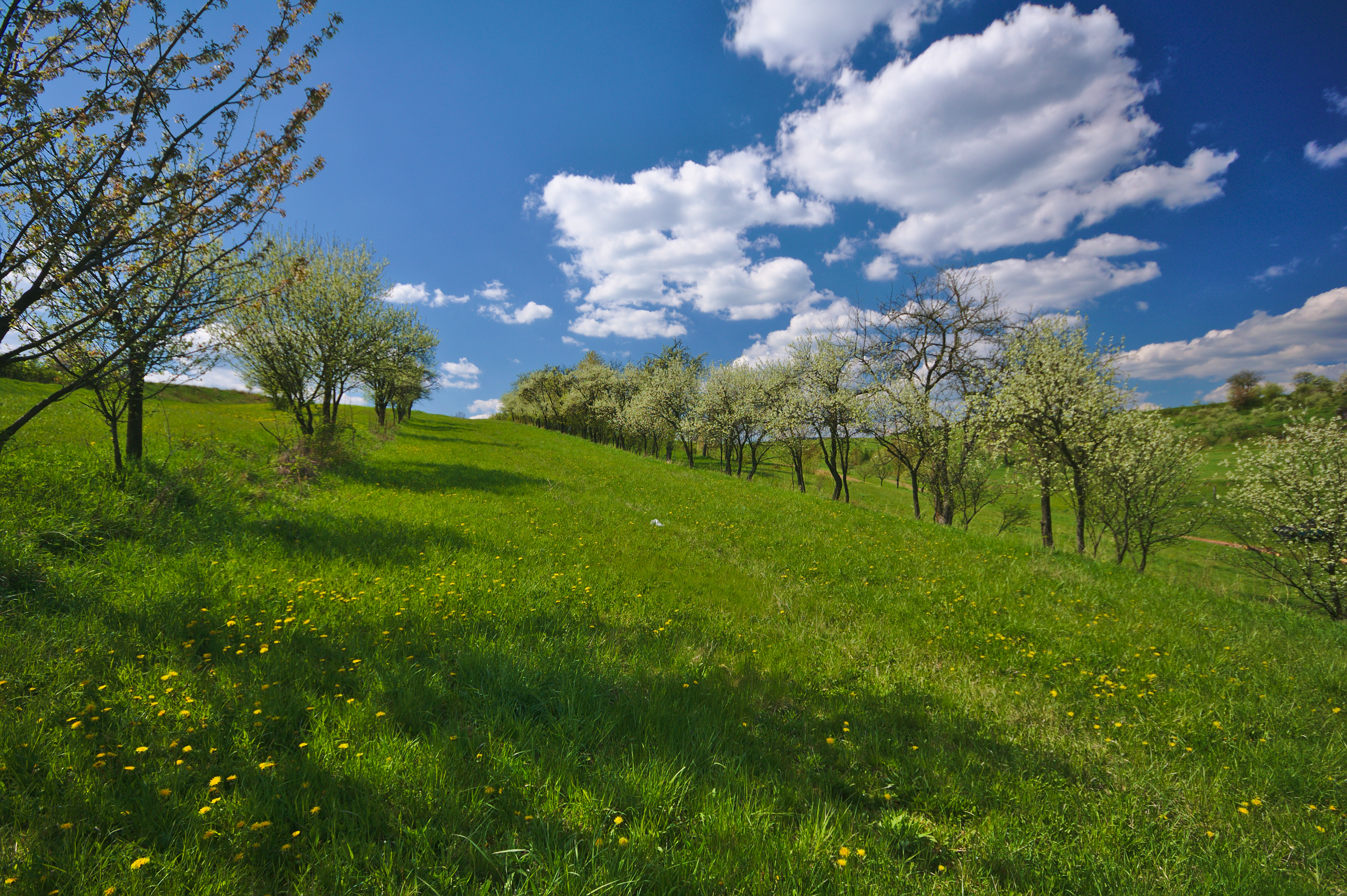
Sad za PP
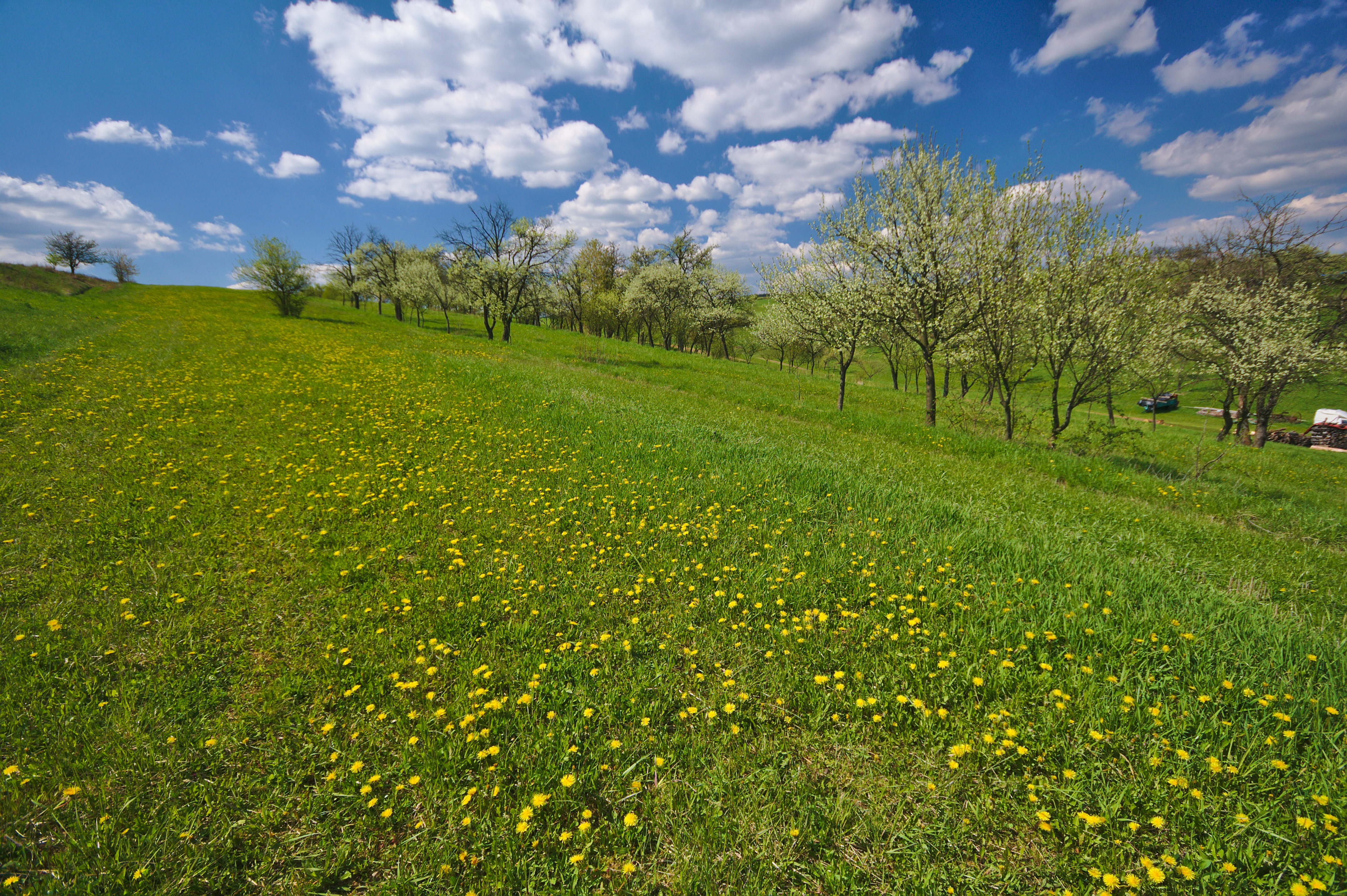
Sad za PP
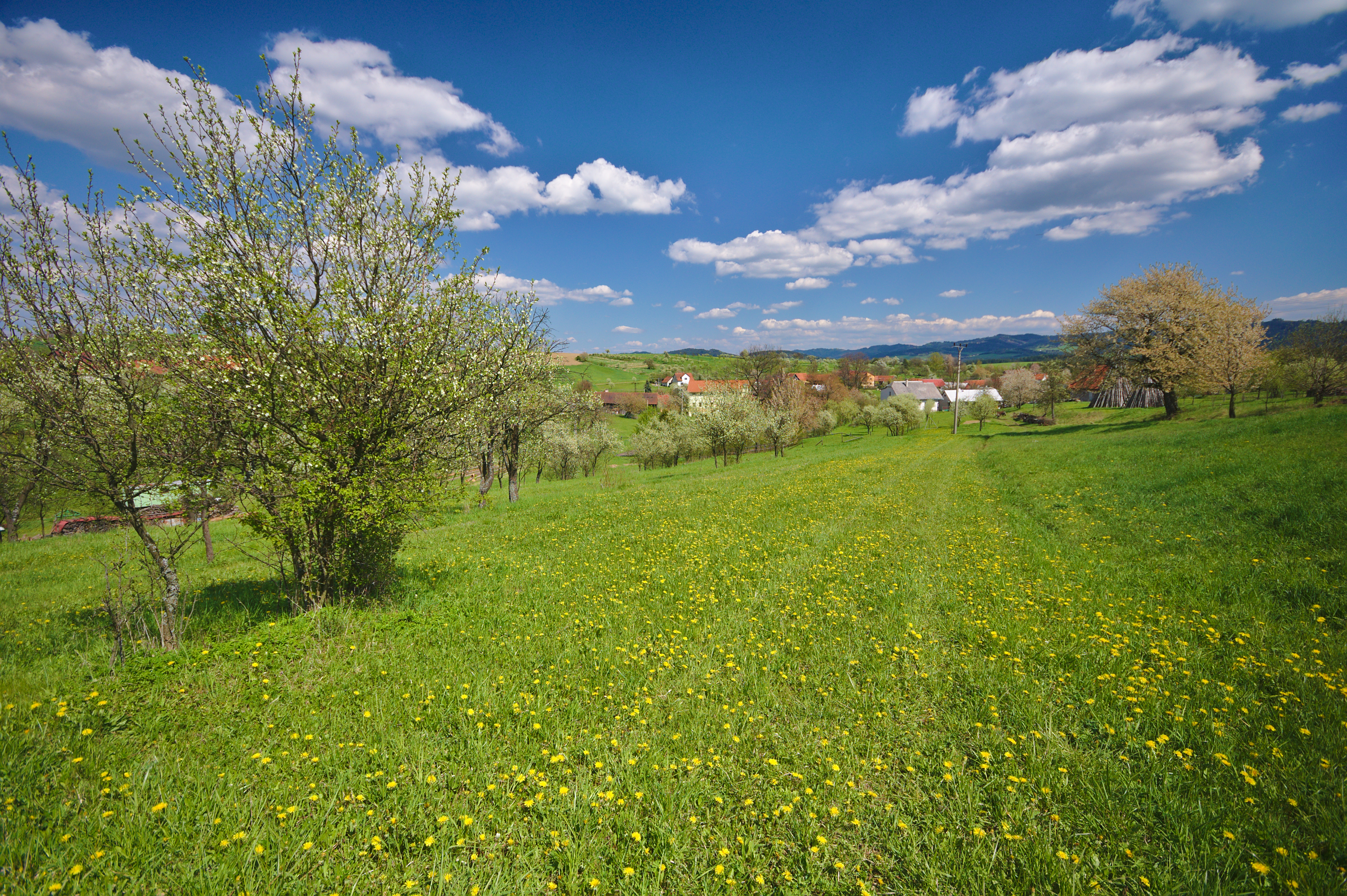
Pohled na PP od západu
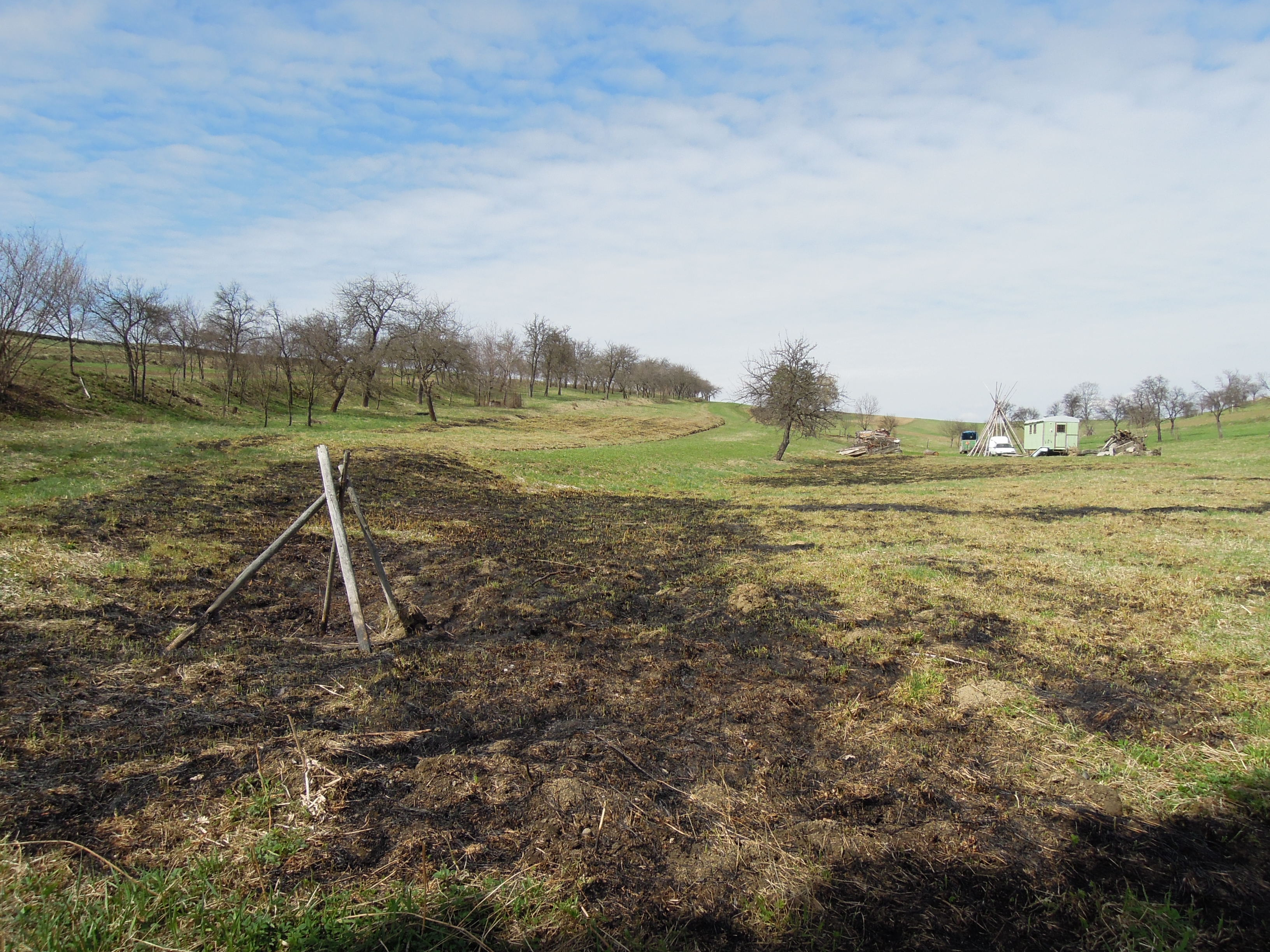
Vypálená louka v blízkosti PP